# Dihammaphora pilosifrons
Dihammaphora pilosifrons là một loài bọ cánh cứng trong họ Cerambycidae.